# Warburton (Wielka Brytania)
Warburton – wieś w Anglii, w hrabstwie ceremonialnym Wielki Manchester, w dystrykcie metropolitalnym Trafford. Leży 17 km na południowy zachód od centrum miasta Manchester. W 2001 miejscowość liczyła 286 mieszkańców.